# 福島県道339号大久保野沢停車場線
福島県道339号大久保野沢停車場線（ふくしまけんどう339ごう おおくぼのざわていしゃじょうせん）は、福島県耶麻郡西会津町にある一般県道である。

## 路線概要
- 起点：耶麻郡西会津町野沢字大久保甲
- 終点：耶麻郡西会津町野沢字下小屋乙（JR磐越西線 野沢駅）
- 総延長：5.603km[1]
  - 実延長：5.250km
- 路線認定年月日：1959年8月31日[2]

西会津町南部の大久保地区の集落より、一級水系阿賀野川水系中野川に沿い西会津町中心部に向かう路線である。

### 重用区間
- 国道49号（野沢字桜木南乙～野沢字塚田乙）

### 道路施設
一本杉橋
- 全長：38.0m
- 幅員：13.0(25.0)m
- 形式：PC単純プレテン床版桁橋
- 竣工：1999年度

西会津町野沢字福島乙・字大宮乙から字十二滝乙・桜木前乙に跨り、一級水系阿賀野川水系四岐川を渡る。橋上は上下対向2車線で供用されている。旧橋梁は継ぎ足し施工により拡幅が行われていたが、老朽化のため架け替えられた。総工費は1億円。
中野橋

## 通過する自治体
- 耶麻郡西会津町

## 接続・交差する道路
- 国道49号 いわき方面（野沢字桜木南乙 大久保入口交差点）
- 国道49号 新潟方面（野沢字塚田乙 塚田交差点）

## 沿線
- 大山祇神社
- 馬追観音
- 道の駅にしあいづ